# Fortaleza do Pico
Forte de São João Baptista známá jako Fortaleza do Pico (přibližně: pevnůstka na kopci) se nachází ve funchalské čtvrti São Pedro na ostrově Madeira. Ostatní funchalské pevnosti jsou na pobřeží.

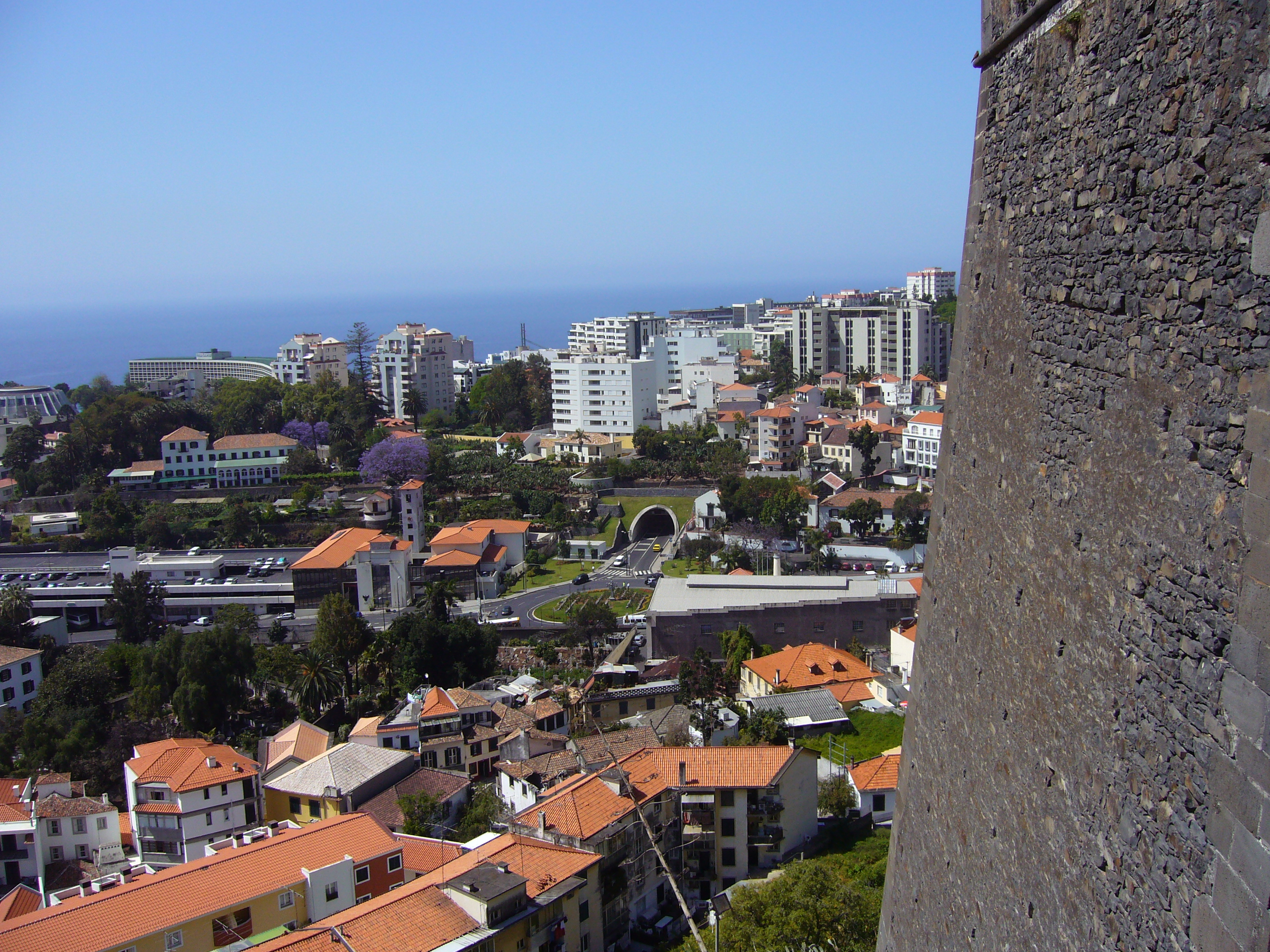
Pohled z pevnosti směrem k západu

## Historie
Pevnost byla vybudována na počátku XVII. století (asi kolem 1606) jako integrální součást obranného systému města Funchal proti častým útokům korzárů a pirátů.
Ve XX. století se do jejích prostor nastěhovala poštovní radiotelegrafní společnost, kterou později vystřídala námořní radiotelegrafní stanice. Kvůli nespočtu antén jí obyvatelé začali přezdívat "Pico Rádio".

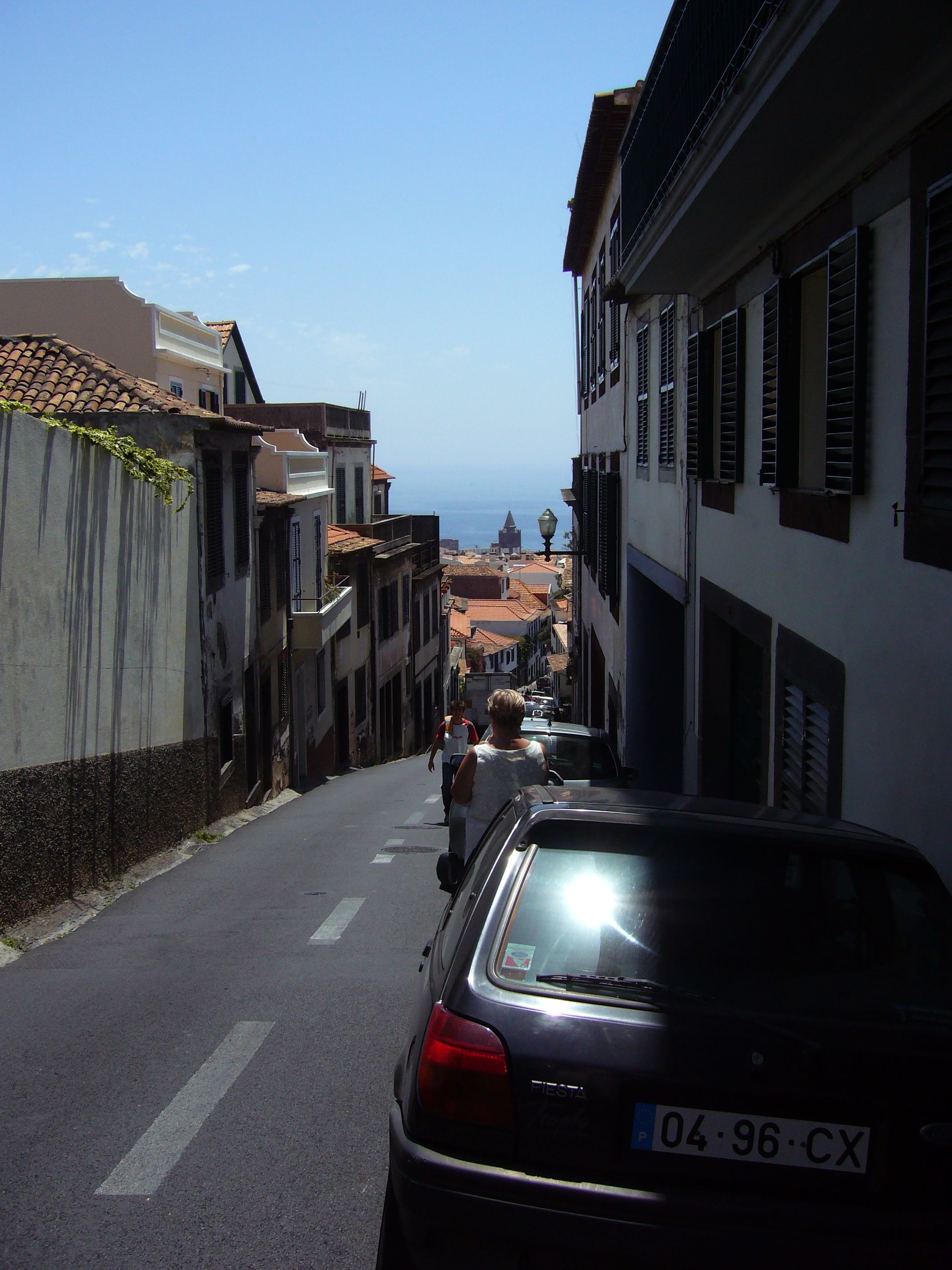
Cesta uličkou dolů od pevnosti, v pozadí špička věže katedrály Sé

## Současnost
Od roku 1943 je zařazena do seznamu národních památek. V současné době pevnost patří portugalskému námořnictvu. Část je denně přístupná veřejnosti, včetně místnosti s výstavkou o historii pevnosti.